# Joseph Anton Franz von Mittrowsky

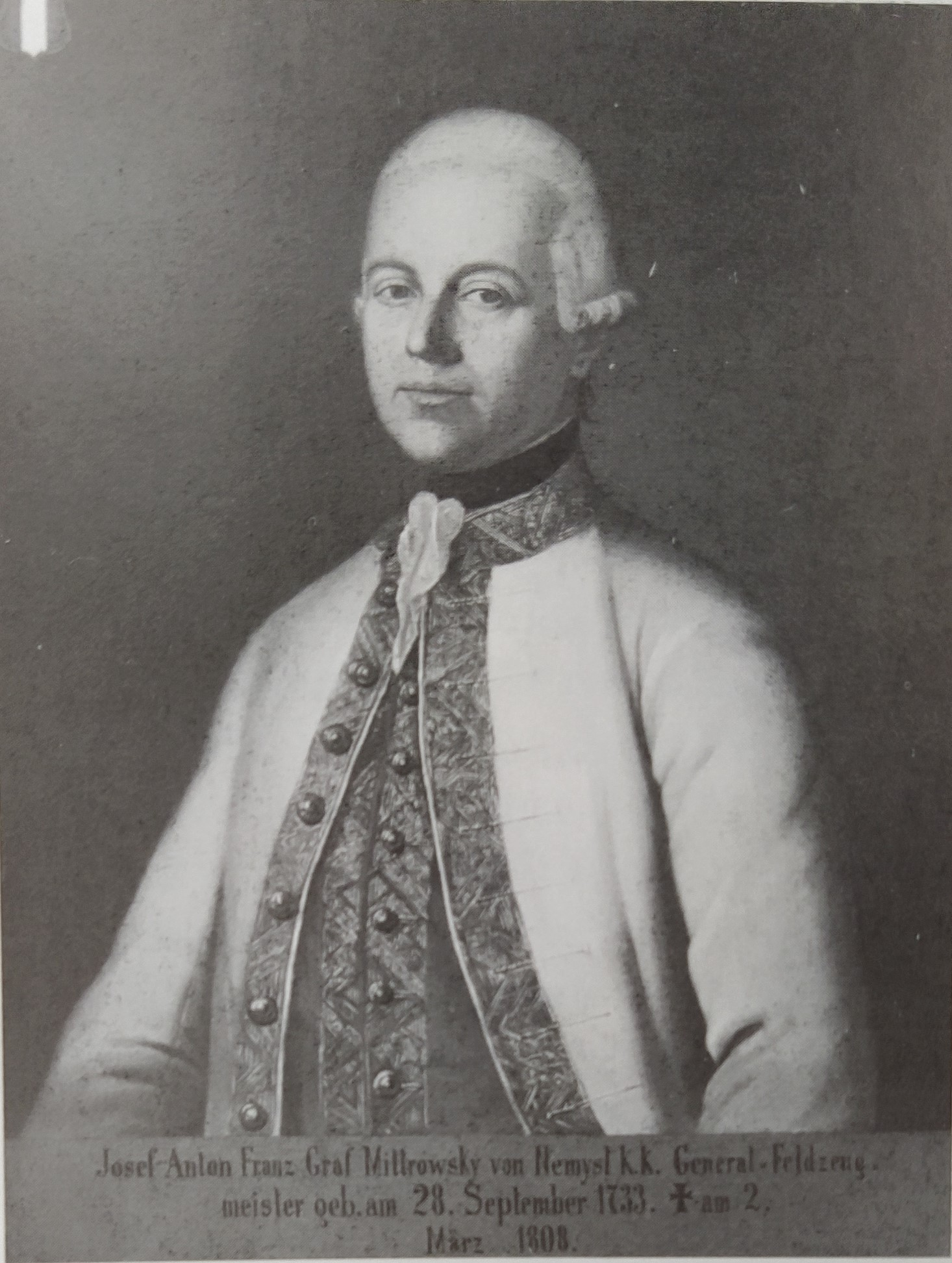
Joseph Anton Franz von Mittrowsky

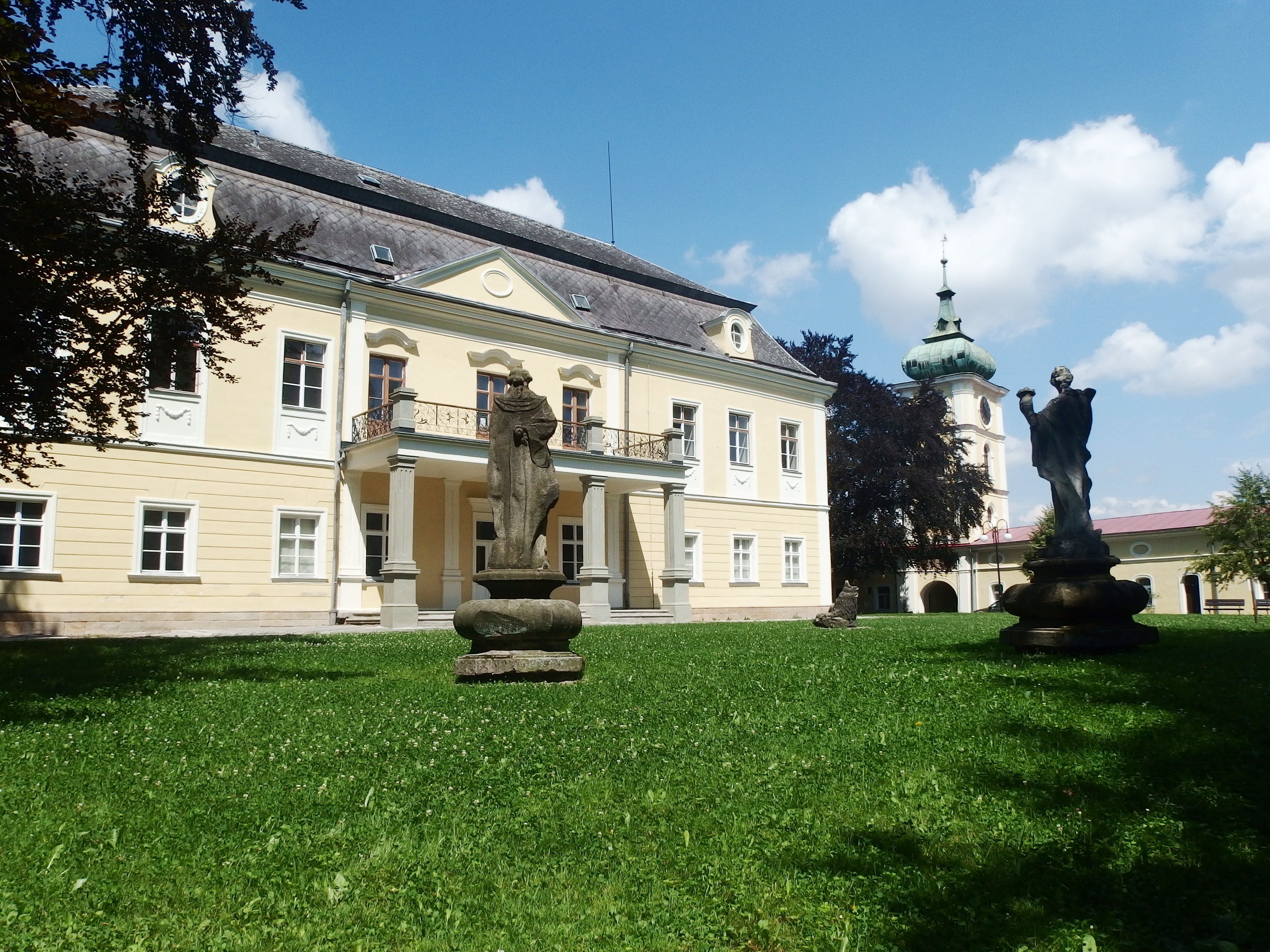
Schloss Paskau

Joseph Anton Franz Graf Mittrowsky von Nemysl (* 28. September 1733 in Kaschau, Ungarn; † 2. März 1808 in Paskau, Mähren) war ein mährischer Adliger und kaiserlicher Generalfeldzeugmeister.

## Leben

### Herkunft
Er stammte aus dem alten mährischen Adelsgeschlecht der Mittrowsky von Mittrowitz und Nemischl. Seine Eltern waren der wirkliche kaiserliche Geheime Rat Freiherr Johann Nepomuk von Mittrowsky († 3. Juni 1760) und dessen Ehefrau die Freiin Maria Casimira von Blankowsky († 11. September 1781). Sein Bruder Anton Ernst (* 16. Juni 1735; † 30. November 1813) wurde k.k. Generalmajor. Sein Onkel Maximilian von Mittrowsky (* 30. Mai 1709; † 16. Januar 1782) war kaiserlicher General der Kavallerie.

### Werdegang
Joseph Anton Franz von Mittrowsky trat in jungen Jahren in die kaiserliche Armee ein. Im Siebenjährigen Krieg zeichnete er sich bei der Belagerung und Einnahme der Festung Schweidnitz aus. Zur Belohnung erhielt er als Oberstwachtmeister des Infanterieregimentes Salm am 16. März 1767 in Wien vom Kaiser das Grafendiplom. 1773 wurde er zum Generalmajor und 1784 zum Feldmarschallleutnant befördert. 1788 kommandierte er das Armeecorps in Slawonien und Syrmien gegen die Türken. 1779 kaufte er die Herrschaft Paskau in Mähren. Nach der Belagerung von Belgrad stieg er zum Feldzeugmeister auf. Darauf erfolgte seine Ernennung zum Kommandanten in Siebenbürgen und 1791 in der Walachei und Bukarest. 1806 befehligte er als Kapitän die Trabanten-Leibgarde und Hofburgwache. Darauf legte er seine Ämter nieder und ging in den Ruhestand, den er auf seinem Gut in Mähren verbrachte. Da seine Ehe kinderlos blieb, setzte er seine Neffen Joseph Anton Graf von Mittrowsky zum Universalerben ein, der Paskau 1809 an Philipp Ludwig Saint-Genois d’Aneaucourt verkaufte.

## Familie
Joseph Anton Franz von Mittrowsky war mit Karolina Gräfin Koháry († 15. Januar 1801) verheiratet. Die Ehe blieb kinderlos.